# Kelvenne
Kelvenne  est une île du lac Päijänne située à Padasjoki en Finlande.

## Géographie
L'île mesure 7,7 kilomètres de long et 1,4 kilomètre de large pour une superficie de 3,49 km2.
L'île est entièrement un long esker, qui fait partie de l'alignement d'eskers du fond du lac Päijänne.
La crête se prolonge dans le sud en tant qu'île de Ykskoivu, puis monte vers Vähä-Äinönniemi.
Au nord, l'esker continue sous l'eau, s'élevant au-dessus de la surface à Papinsaari, Hietasaari et à Tupasaari.

## Espace protégé
Avec quelques îles voisines, l'île entière constitue une zone protégée appartenant au parc national du Päijänne.  
Les zones du parc national forment la zone Natura 2000  du Päijänne (10 857 hectares, FI0335003),,. 
Kelvenne a un sentier de randonnée de 9,7 km de long pour un dénivelé de 39 m.